# Comilla Victorians
Die Comilla Victorians sind eine Cricketmannschaft in Kumilla. Das Franchise spielt seit der Saison 2015/16 in der Bangladesh Premier League (BPL).

## Geschichte
Nachdem die BPL eine Pause von zwei Jahren durchmachte, wurden viele Franchises erneuert. So entschied man sich für die Royal Sports Limited, die sich für den Standort Comilla entschied und dem Team den Namen Comilla Victorians gaben. Sie erhielten zunächst einen Vier-Jahres-Vertrag.
Für die erste Saison konnten sie bei der Spielerauktion unter anderem Mashrafe Mortaza verpflichten. Als Neuling konnten sie in ihrer ersten Saison 2015/16 überraschen. Sie konnten die Vorrunde als Erste überstehen und trafen im Halbfinale auf die Rangpur Riders. Diese konnten sie in dominierender Weise auf Grund ihrer Bowler Abu Hider und Ashar Zaidi die beide 4 Wickets erzielten schlagen. Im Finale trafen sie dann auf die Barisal Bulls, gegen die sie erst im letzten Ball mit drei Wickets gewinnen konnten und so die Meisterschaft für sich entschieden.
Der wichtigste Neuzugang bei der Spielerauktion für die neue Saison war Khalid Latif. In der vierten Saison 2016/17 hatte Coilla einen schlechten Start und konnte sich trotz zahlreicher Siege in der zweiten Saisonhälfte nicht für die Playoffs qualifizieren.
Die fünfte Saison der BPL 2017/18 war für Comilla zunächst eine erfolgreiche Saison, da sie die Gruppenphase als Gruppensieger abschlossen. Im Halbfinale mussten sie dann eine hohe Niederlage gegen die Dhaka Dynamites hinnehmen. Ihre letzte Chance in der Vorschlussrunde gegen die Rangpur Riders konnten sie ebenfalls nicht nutzen, da sie mit 36 Runs verloren.
In der sechsten Saison der BPL 2018/19 erzielte Rangpur den zweiten Platz in der Gruppenphase. Das ermöglichte ihnen im Halbfinale gegen Rangpur Riders zu spielen und das Spiel mit 8 Wickets zu gewinnen. Im Finale trafen sie dann auf die Dhaka Dynamites und es war Tamim Iqbal mit einem Century über 141* Runs der sie zum Gewinn der Meisterschaft führte.
Da sich das Bangladesh Cricket Board nicht mit den Franchise-Nehmern über einen neuen Vertrag einigen konnte, wurde das Franchise für die neue Saison direkt vom verband geführt. Der Name wurde in Cumilla Warriors geändert, um den Namenswechsel der Stadt zu reflektieren. Für die neue Saison sicherte sich das Team Soumya Sarkar in der Spielerauktion. In der Saison 2019/20 scheiterten sie in der Gruppenphase, als sie den fünften Platz belegten.

## Abschneiden in der BPL
Das Team schnitt in der BPL wie folgt ab:
| Jahr    | Spiele | Siege | Niederlagen | No Result | Endplatzierung (Vorrunde) |
| ------- | ------ | ----- | ----------- | --------- | ------------------------- |
| 2015/16 | 10     | 7     | 3           | 0         | Sieg (1/6)                |
| 2016/17 | 12     | 5     | 7           | 0         | Vorrunde (6/7)            |
| 2017/18 | 12     | 9     | 3           | 0         | Halbfinale (1/7)          |
| 2018/19 | 12     | 8     | 4           | 0         | Sieg (2/7)                |
| 2019/20 | 12     | 5     | 7           | 0         | Vorrunde (5/7)            |